# Angola aux Jeux olympiques d'été de 2008
L'Angola participe aux Jeux olympiques d'été de 2008 à Pékin. Il s'agit de sa 7e participation à des Jeux d'été.

## Qualifications

### Basket-ball
En remportant le Championnat d'Afrique en août 2007, l'équipe masculine d'Angola est qualifiée pour les Jeux olympiques. Ce n'est pas le cas de l'équipe féminine qui a échoué en tournoi préolympique.
Albert Carvalho, nouvel entraîneur de la sélection nationale, connait quelques problèmes en juin et juillet, lors de la phase de préparation et de sélection, notamment en raison de conflit de calendrier scolaire pour certains jeunes joueurs angolais suivant leurs études aux États-Unis.
| Épreuve          | Phase de groupes        | Phase de groupes         | Phase de groupes    | Phase de groupes     | Phase de groupes      | Quart de Finale     | Demi-finale         | Finale / MB         | Rang |
| Épreuve          | Adversaire Résultat     | Adversaire Résultat      | Adversaire Résultat | Adversaire Résultat  | Adversaire Résultat   | Adversaire Résultat | Adversaire Résultat | Adversaire Résultat | Rang |
| ---------------- | ----------------------- | ------------------------ | ------------------- | -------------------- | --------------------- | ------------------- | ------------------- | ------------------- | ---- |
| Tournoi masculin | Allemagne Défaite 66-95 | États-Unis Défaite 76-97 | Chine Défaite 68-95 | Grèce Défaite 61-119 | Espagne Défaite 50-98 | -                   | -                   | -                   | 12e  |

### Canoe/Kayak
| Athlète                 | Compétition | Éliminatoires  | Éliminatoires | Demi-finales   | Demi-finales | Finale A | Finale A |
| Athlète                 | Compétition | Temps          | Rang          | Temps          | Rang         | Temps    | Rang     |
| ----------------------- | ----------- | -------------- | ------------- | -------------- | ------------ | -------- | -------- |
| Fortunato Luis Pacavira | C1 500m     | 2 min 13 s 265 | 8e            | -              | -            | -        | -        |
| Fortunato Luis Pacavira | C1 1000m    | 4 min 39 s 538 | 7e            | 4 min 40 s 697 | 9e           | -        | -        |

### Handball
En remportant le Championnat d'Afrique des nations en janvier 2008, l'équipe féminine d'Angola est qualifiée pour les Jeux olympiques.